# Yuki Horigome
Yuki Horigome (堀米 勇輝 Horigome Yuki?, Yamanashi, 13 de diciembre de 1992) es un futbolista japonés que juega como centrocampista en el Sagan Tosu de la J2 League.

## Trayectoria

### Clubes
| Club                       | País  | Año       |
| -------------------------- | ----- | --------- |
| Ventforet Kofu             | Japón | 2010-2015 |
| Roasso Kumamoto (cedido)   | Japón | 2013      |
| Ehime FC (cedido)          | Japón | 2014      |
| Kyoto Sanga F. C.          | Japón | 2016      |
| Ventforet Kofu             | Japón | 2017-2018 |
| JEF United Chiba           | Japón | 2019-2021 |
| Montedio Yamagata (cedido) | Japón | 2021      |
| Sagan Tosu                 | Japón | 2022-     |